# الجبان والحب (فلم)
الجبان والحب فيلم مصري صدر عام 1975 من إخراج حسن يوسف.

## القصة
تدور أحداث الفيلم عن مجدي الطالب المكافح بكلية الطب، الذي يتعرف على سعاد زوجة أستاذه الدكتور فكري، وتعجب به وتتوسط لزوجها ليلحقه بالعمل في عيادته. ويتورطان في علاقتهما.

## وصلات خارجية
- مقالات تستعمل روابط فنية بلا صلة مع ويكي بيانات